# Tag Team Match: MUSCLE
 (mars 2020).
Si vous disposez d'ouvrages ou d'articles de référence ou si vous connaissez des sites web de qualité traitant du thème abordé ici, merci de compléter l'article en donnant les références utiles à sa vérifiabilité et en les liant à la section « Notes et références ».
Tag Team Match: M.U.S.C.L.E. (キン肉マン マッスルタッグマッチ, Kinnikuman Massuru Taggu Matchi) est un jeu vidéo inspiré du manga Muscleman, développé par TOSE et édité par Bandai en 1985 sur Famicom.

## Série
1. Tag Team Match: M.U.S.C.L.E.
2. Kinnikuman: Kinniku Ookurai Soudatsusen : 1987, Famicom Disk System